# Walter Francisco da Silva
Walter Francisco da Silva (Laguna – Florianópolis, 23 de junho de 2012) foi um advogado, político e empresário brasileiro.
Filho de Pedro Francisco da Silva e de Geraldina Custódia da Silva. Casou com Iracema Nunes da Silva, com quem teve 6 filhos.
Nas eleições gerais no Brasil em 1958 foi candidato a deputado estadual para a Assembleia Legislativa de Santa Catarina pelo Partido de Representação Popular (PRP), obtendo 1.617 votos, ficou suplente e foi convocado para a 4ª Legislatura (1959 — 1963), época que estava com 33 anos.
Foi sepultado no Cemitério Jardim da Paz de Florianópolis.